# Élections sénatoriales de 2004 en Martinique
Les élections sénatoriales en Martinique ont eu lieu le dimanche 26 septembre 2004. Elles ont eu pour but d'élire les sénateurs représentant le département au Sénat pour un mandat de sept années.

## Contexte départemental
Lors des élections sénatoriales du 24 septembre 1995 en Martinique, deux sénateurs ont été élus, un PPM et un Divers gauche.
Depuis, tous les effectifs du collège électoral des grands électeurs ont été renouvelés, avec les élections législatives françaises de 2002, les élections régionales françaises de 2004, les élections cantonales de 2001 et 2004 et les élections municipales françaises de 2001. 

## Sénateurs sortants
| Sénateur | Sénateur        | Parti | Fonctions lors de l'élection en 1995                 |
| -------- | --------------- | ----- | ---------------------------------------------------- |
|          | Rodolphe Désiré | PPM   | Sénateur sortant, conseiller général, maire du Marin |
|          | Claude Lise     | PPM   | Président du conseil général                         |

## Présentation des candidats et des suppléants
Les nouveaux représentants sont élus pour une législature de 7 ans au suffrage universel indirect par les 826 grands électeurs du département. En Martinique, les sénateurs sont élus au scrutin majoritaire à deux tours. Leur nombre reste inchangé, 2 sénateurs sont à élire. Ils sont 10 candidats dans le département, chacun avec un suppléant.
| T/S | Candidats | Candidats                    | Parti | Principale fonction                                  |
| --- | --------- | ---------------------------- | ----- | ---------------------------------------------------- |
| T   |           | Claude Lise                  | PPM   | Sénateur sortant, président du conseil général       |
| S   |           |                              | PPM   |                                                      |
| T   |           | Raymond Occolier             | PPM   | Conseiller général, maire du Vauclin                 |
| S   |           |                              | PPM   |                                                      |
| T   |           | Rodolphe Désiré              | PPM   | Sénateur sortant, conseiller général, maire du Marin |
| S   |           |                              | PPM   |                                                      |
| T   |           | Serge Larcher                | PPM   | Conseiller général, maire du Diamant                 |
| S   |           |                              | PPM   |                                                      |
| T   |           | Guy Lordinot                 | DVG   | Maire de Sainte-Marie                                |
| S   |           |                              | DVG   |                                                      |
| T   |           | Charles-Henri Michaux        | DVG   | Conseiller municipal de Fort-de-France               |
| S   |           |                              | DVG   |                                                      |
| T   |           | José Mouriesse               | DVG   |                                                      |
| S   |           |                              | DVG   |                                                      |
| T   |           | Julien-Valère Loza           | MIM   |                                                      |
| S   |           |                              | MIM   |                                                      |
| T   |           | Michel Thalmency             | UMP   | Maire du Lorrain                                     |
| S   |           |                              | UMP   |                                                      |
| T   |           | Françoise-Édtih Rose-Rosette | UMP   |                                                      |
| S   |           |                              | UMP   |                                                      |

## Résultats
| Candidat et parti politique | Candidat et parti politique  | Candidat et parti politique | Premier tour | Premier tour | Second tour | Second tour |
| Candidat et parti politique | Candidat et parti politique  | Candidat et parti politique | Voix         | %            | Voix        | %           |
| --------------------------- | ---------------------------- | --------------------------- | ------------ | ------------ | ----------- | ----------- |
|                             | Claude Lise                  | PPM                         | 518          | 63,87        |             |             |
|                             | Serge Larcher                | PPM                         | 185          | 22,81        | 368         | 46,52       |
|                             | Michel Thalmency             | UMP                         | 164          | 20,22        | 144         | 18,20       |
|                             | Françoise-Édtih Rose-Rosette | UMP                         | 139          | 17,14        | Retrait     | Retrait     |
|                             | Julien-Valère Loza           | MIM                         | 136          | 16,77        | 133         | 16,81       |
|                             | Charles-Henri Michaux        | DVG                         | 121          | 14,92        | Retrait     | Retrait     |
|                             | Rodolphe Désiré              | PPM                         | 97           | 11,96        | 100         | 12,64       |
|                             | Raymond Occolier             | PPM                         | 91           | 11,22        | Retrait     | Retrait     |
|                             | Guy Lordinot                 | DVG                         | 76           | 9,37         | 46          | 5,82        |
|                             | José Mouriesse               | DVG                         | 10           | 1,23         | Retrait     | Retrait     |
|                             |                              |                             |              |              |             |             |
| Inscrits                    | Inscrits                     | Inscrits                    | 826          | 100,00       | 826         | 100,00      |
| Abstentions                 | Abstentions                  | Abstentions                 | 7            | 0,85         | 8           | 0,97        |
| Votants                     | Votants                      | Votants                     | 819          | 99,15        | 818         | 99,03       |
| Blancs et nuls              | Blancs et nuls               | Blancs et nuls              | 8            | 0,98         | 27          | 3,30        |
| Exprimés                    | Exprimés                     | Exprimés                    | 811          | 99,02        | 791         | 96,70       |